# Свен Давидсон
Свен Виктор Давидсон (на шведски: Sven Viktor Davidson) е шведски тенисист.

## Биография
Свен Виктор Давидсон е роден на 13 юли 1928 г. в Бурос, Швеция.
Давидсон живее в Аркадия, Калифорния от 70-те години на XX век. През 1981 г. на 52 години той получава сърдечен удар, докато играе тенис в Лос Анджелис. Почива в Аркадия на 28 май 2008 г. в резултат на пневмония.

## Кариера
Свен Давидсон достига финал на френския шампионат през 1955, 1956 и 1957 година. През 1955 г. той побеждава Бъдж Пати, преди да загуби от Тони Трабърт. През 1956 г. побеждава Хърби Флам и Ашли Купър, преди да загуби от Лю Хоуд. През 1957 г. Давидсон става първият шведски тенисист, който печели титла от Големия шлем, печели френското първенство. Той достига и до полуфинал на Уимбълдън през 1957 г., като побеждава Вик Сейшас, преди да загуби от Лю Хоуд. На шампионата на САЩ през 1957 г. Давидсон губи в пет сета на полуфинал от Мал Андерсън. През 1958 г. с партньор Улф Шмид печели титлата на двойки на Уимбълдън, побеждават австралийската двойка Ашли Купър и Нийл Фрейзър в три поредни сета. Той играе последния си турнир от Големия шлем на Уимбълдън през 1959 г.
Свен Давидсон достига най-високо класиране на сингъл, до номер 2 в света.
Той играе за отбора на Швеция за Купа Дейвис между 1950 и 1960 г.
Свен Давидсон е въведен в Международната зала на славата на тениса през 2007 г.

## Кариерна статистика

#### Титли отГолям шлем(1)
| година | турнир      | съперник     | резултат            |
| ------ | ----------- | ------------ | ------------------- |
| 1957   | Ролан Гарос | Хърбърт Флам | 6 – 3, 6 – 4, 6 – 4 |

#### Финали на турнири от Голям шлем (2)
| година | турнир      | съперник     | резултат                   |
| ------ | ----------- | ------------ | -------------------------- |
| 1955   | Ролан Гарос | Тони Трабърт | 6 – 2, 1 – 6, 4 – 6, 2 – 6 |
| 1956   | Ролан Гарос | Лю Хоуд      | 4 – 6, 6 – 8, 3 – 6        |

#### Титли на двойки в турнири от Големия шлем (1)
| година | турнир    | партньор | съперник                | резултат            |
| ------ | --------- | -------- | ----------------------- | ------------------- |
| 1958   | Уимбълдън | Улф Шмид | Ашли Купър Нийл Фрейзър | 6 – 4, 6 – 4, 8 – 6 |